# Kobylanka (gmina)

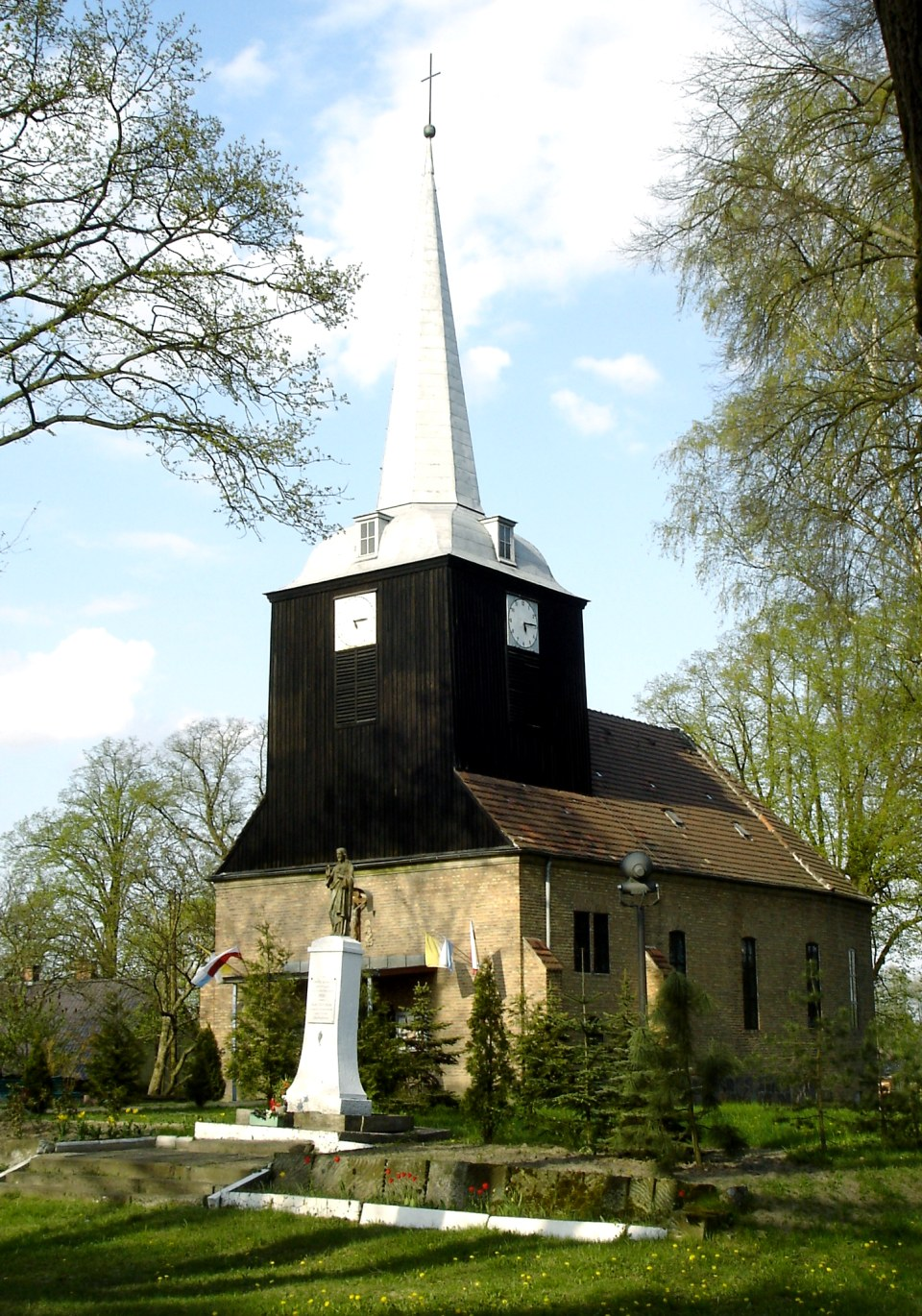
Kościół pw. św. Antoniego z Padwy w Kobylance

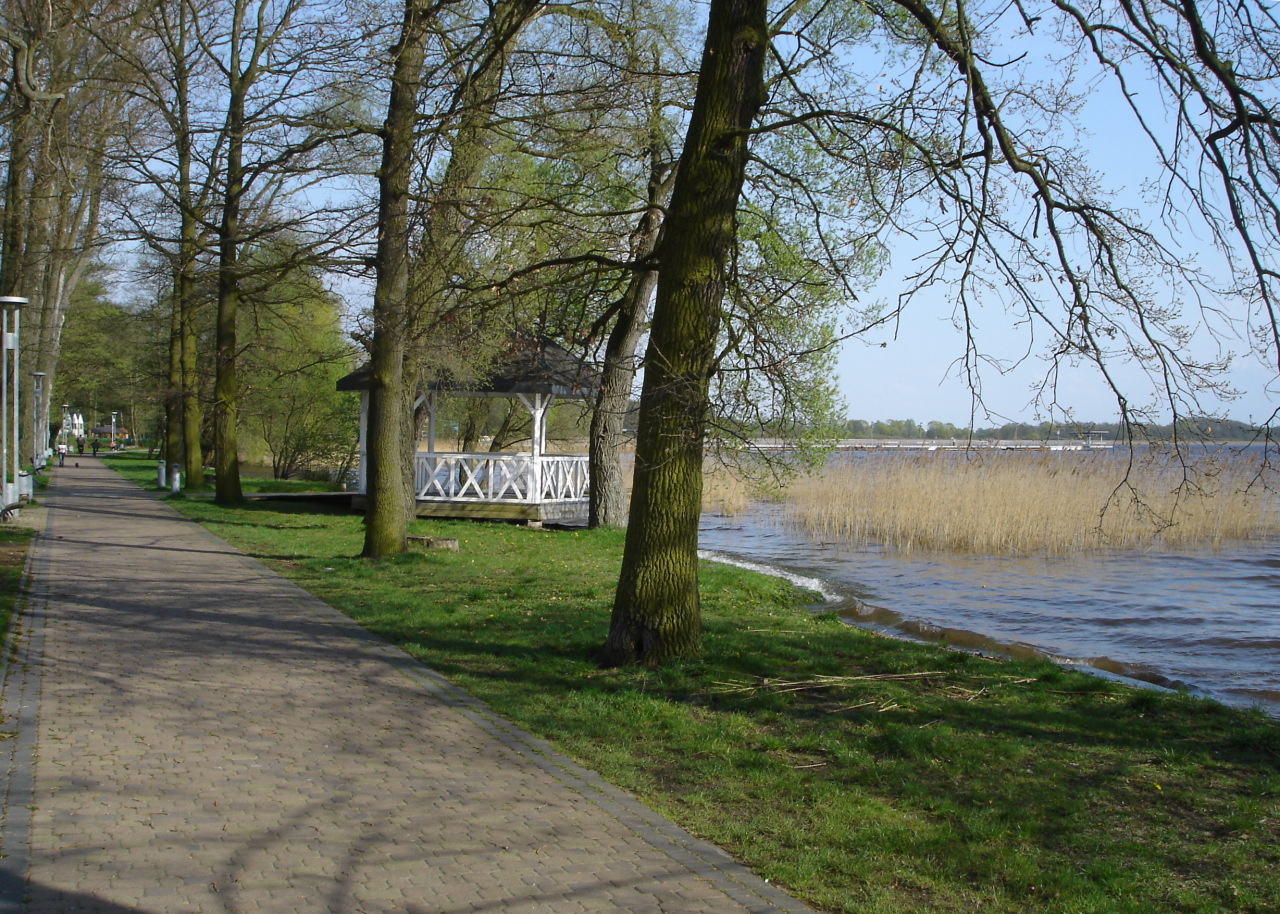
Promenada nad jez. Miedwie

Kobylanka – gmina wiejska w północno-zachodniej Polsce, w zachodniej części województwa zachodniopomorskiego, w powiecie stargardzkim. Siedzibą gminy jest wieś Kobylanka.

## Położenie
Gmina jest położona w zachodniej części województwa zachodniopomorskiego, w zachodniej części powiatu stargardzkiego.
Gmina leży na równinach: Pyrzyckiej i Goleniowskiej. Całą północną i zachodnią część gminy porastają lasy Puszczy Goleniowskiej, natomiast wschodnia część jest położona nad jeziorem Miedwie.
Sąsiednie gminy:
- Szczecin (miasto na prawach powiatu)
- Stargard (miejska) i Stargard (wiejska) (powiat stargardzki)
- Goleniów (powiat goleniowski)
- Stare Czarnowo (powiat gryfiński).

Do 31 grudnia 1998 wchodziła w skład województwa szczecińskiego.
Gmina stanowi 8,0% powierzchni powiatu.

## Demografia
Dane z 30 listopada 2007:
| Opis                              | Ogółem | Ogółem | Kobiety | Kobiety | Mężczyźni | Mężczyźni |
| --------------------------------- | ------ | ------ | ------- | ------- | --------- | --------- |
| Jednostka                         | osób   | %      | osób    | %       | osób      | %         |
| Populacja                         | 5 512  | 100    | 2624    | 47,6    | 2888      | 52,4      |
| Gęstość zaludnienia [mieszk./km²] | 45,17  | 45,17  | 21,50   | 21,50   | 23,66     | 23,66     |

Gminę zamieszkuje 5,6% ludności powiatu.

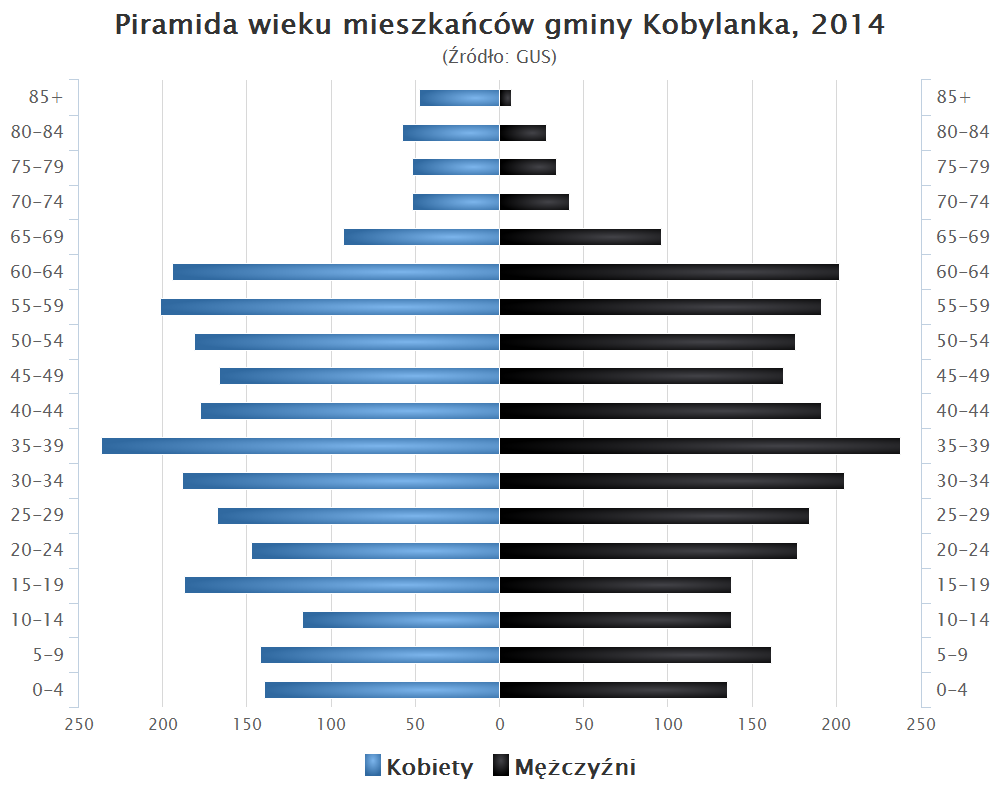
Piramida wieku mieszkańców gminy Kobylanka w 2014 roku

## Przyroda i turystyka
Z Klęskowa do Morzyczyna prowadzi zielony szlak turystyczny im. B. Czwójdzińskiego, a z Załomia do Stargardu przez wieś Cisewo prowadzi niebieski szlak im. Anny Jagiellonki. Jezioro Miedwie jest dostępne dla żeglarzy. Tereny leśne zajmują 55% powierzchni gminy, a użytki rolne 34%.
Władze gminy pobierają opłatę miejscową od turystów na terenie miejscowości: Kobylanka, Morzyczyn, Rekowo, Zieleniewo.

## Komunikacja
Przez gminę prowadzi droga ekspresowa S10 łącząca Kobylankę ze Szczecinem i Stargardem oraz droga wojewódzka nr 120 do Kołbacza.
Obecna gmina Kobylanka uzyskała połączenie kolejowe w 1846 r. po połączeniu Szczecina ze Stargardem. Do 1848 r. zbudowano linię ze Stargardu do Poznania, a w 1859 r. do Koszalina. W 1978 r. odcinek torów przez gminę został zelektryfikowany. Obecnie w gminie czynne są 2 przystanki kolejowe: Reptowo i Miedwiecko, które obejmuje swoim zasięgiem Szczecińska Kolej Metropolitalna.
W gminie czynny jest jeden urząd pocztowy: Kobylanka k. Stargardu (nr 73-108).

## Administracja
W 2016 r. wykonane wydatki budżetu gminy Kobylanka wynosiły 22,4 mln zł, a dochody budżetu 22,9 mln zł. Zobowiązania samorządu (dług publiczny) według stanu na koniec 2016 r. wynosiły 11,1 mln zł, co stanowiło 48,3% poziomu dochodów.
SołectwaBielkowo, Cisewo, Jęczydół, Kobylanka, Kunowo, Morzyczyn – Zieleniewo, Motaniec, Niedźwiedź, Rekowo, Reptowo.

## Miejscowości
WsieBielkowo, Cisewo, Jęczydół, Kobylanka, Kunowo, Morzyczyn, Motaniec, Niedźwiedź, Rekowo, Reptowo, Zieleniewo.
OsadyWielichówko
Osady leśneGajęcki Ług, Morawsko,
KolonieMiedwiecko (kolonia Zieleniewa), Nowe Kunowo, Zagość
PrzysiółkiKałęga (część Motańca)